# USS Patterson (DD-36)
USS Patterson (DD-36) – amerykański niszczyciel typu Paulding. Jego patronem był Daniel Patterson.
Stępkę okrętu położono 29 marca 1910 w stoczni William Cramp and Sons w Filadelfii. Zwodowano go 29 kwietnia 1911, matką chrzestną była Georgeanne Pollock Patterson. Jednostka weszła do służby w US Navy 11 października 1911, jej pierwszym dowódcą był Lieutenant Commander John M. Luby.
Okręt był w służbie w czasie I wojny światowej. Działał jako jednostka eskortowa na wodach amerykańskich i europejskich. Zderzenie z holownikiem "Dreadful" zaowocowało uszkodzeniem dziobu, który został naprawiony w ciągu miesiąca.
"Patterson" wszedł do Philadelphia Naval Shipyard 1 stycznia 1919. Został przeniesiony do rezerwy. 28 kwietnia 1924 został przeniesiony do United States Coast Guard. Stacjonował w Stapleton i brał udział w patrolach rumowych.
Do US Navy wrócił 18 października 1930, pozostał jednak nieaktywny. 1 lipca 1933 z jego nazwy usunięto część Patterson, by nazwę tę przydzielić nowo budowanemu niszczycielowi. Sprzedany na złom 2 maja 1934. Skreślony z listy jednostek floty 28 czerwca 1934.